# 密西西比河三角洲

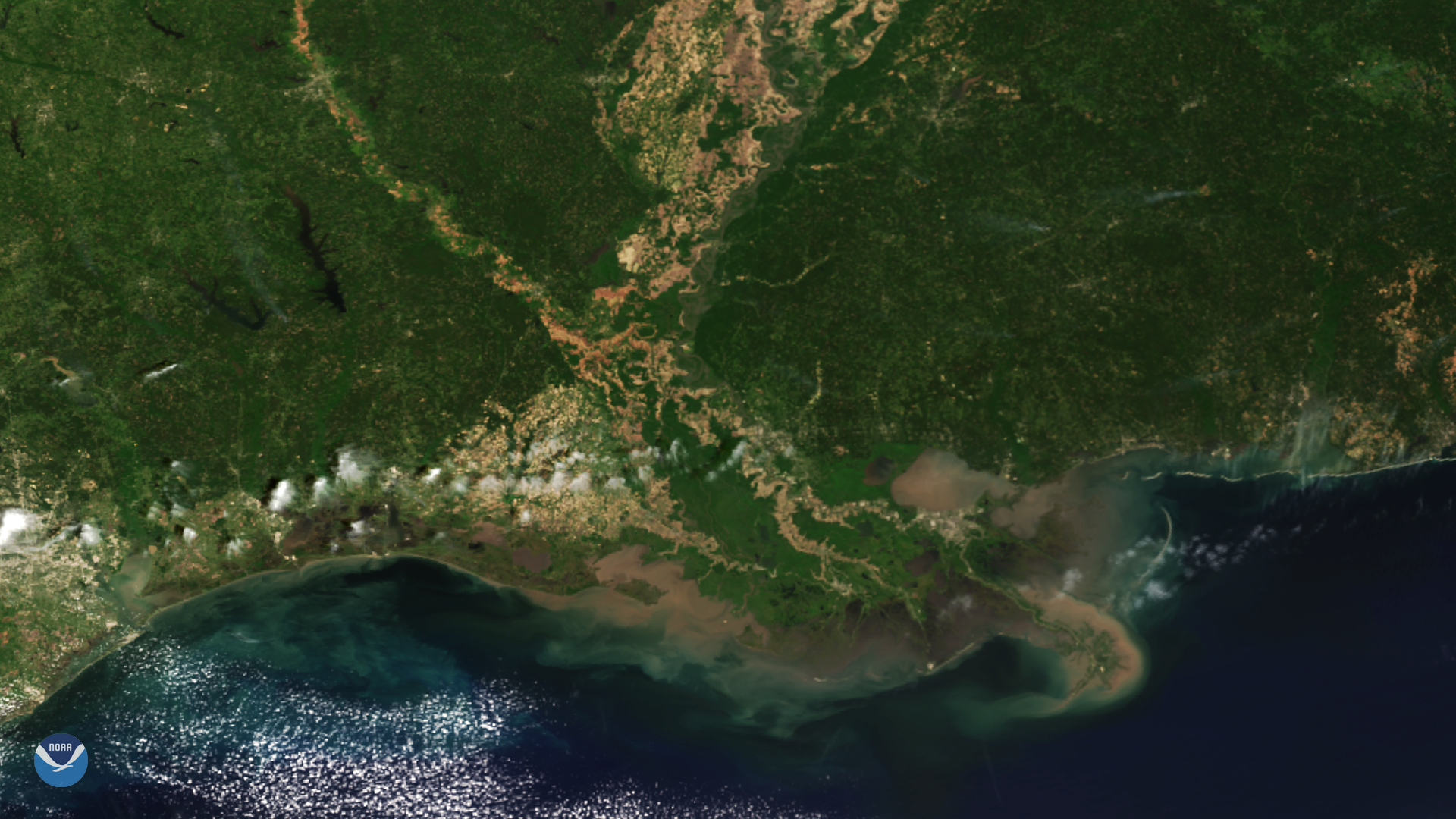
密西西比河口

密西西比河三角洲（英語：Mississippi River Delta）是一个在全新世形成的、通过密西西比河在注入墨西哥湾时沉积造成的三角洲。在过去5000年中这个沉积过程使得南路易斯安那州的海岸线向墨西哥湾内推进了24至80千米。
密西西比河三角洲是一个重要的生态地区，它包括1.2万平方公里海岸湿地，美国40%的盐沼位于密西西比河三角洲。
密西西比河三角洲也是一个重要的经济区，包括重要港口新奥尔良。美国16%至18%的石油来自这个地区，此外16%的渔业（包括虾、螃蟹和克氏原螯虾）也位于这里。

## 地理
密西西比河三角洲在密西西比河流域的平原屬於世界三大黑土區之一。因为附近地势低洼，导致附近的一些城市，例如新奥尔良，在2005年8月飓风卡特里娜登陆时造成了密西西比河河水泛滥。

### 主要潟湖
三角洲上也有不少因为泥沙沉积脱离墨西哥湾而形成的潟湖，以下列出了主要的潟湖：
- 庞恰特雷恩湖（Lake Pontchartrain）
- 萨尔瓦多湖（Lake Salvador）
- 莫勒帕湖（Lake Maurepas）
- 博格尼湖（Lake Borgne）

### 主要海湾
密西西比河三角洲附近也有不少海湾，以下列出了主要海湾：
- 朱红湾（Vermillion Bay）
- 巴拉塔利亚湾（英语：Barataria Bay）（Barbartaria Bay）
- 黑湾（Black Bay）
- 泰勒博恩湾（Terrebonne Bay）

## 历史

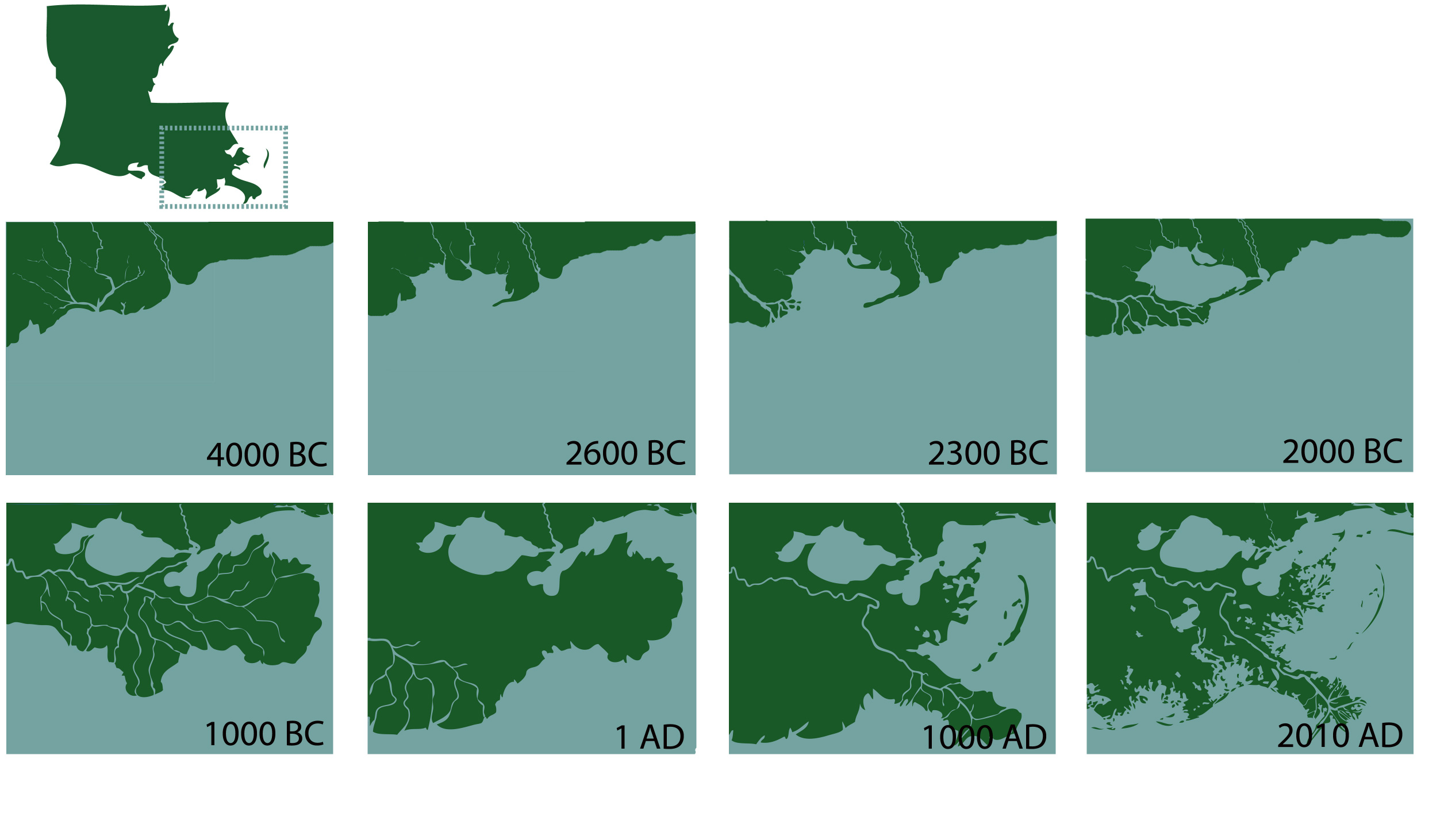
密西西比河三角洲演變

从侏罗纪开始密西西比河的沉积物就不断周期性地参加墨西哥湾的造岸过程。整个密西西比河河湾就是这样形成的，密西西比河三角洲只不过是其中最新的一部分。不过从生态学的角度来看这部分与过去的部分很不一样。
最近的三角洲形成是从更新世开始的。当时大量海水被结合在冰川中，海平面比今天低约100米，当时密西西比河的入海口位于今天的墨西哥湾内。一万年前冰川开始融化，导致海平面上升。5000至6000年前海平面开始稳定，现代密西西比河三角洲的形成开始了。

### 最近变化

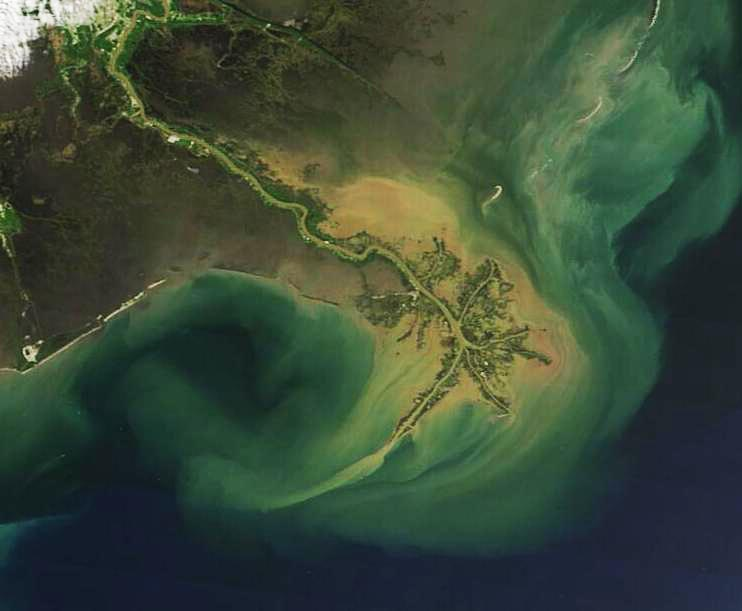
密西西比河三角洲（鳥趾状三角州）

平均每过一千年左右密西西比河入海的河道会改变。随着时间的变迁原来的河道通过沉积变得越来越长、越来越平缓。随着新的、比较短的、陡峭的河道的形成密西西比河会转到新的河道，放弃老的河道。老河道失去了淡水和沉积物的来源后会逐渐密集化、下沉、受风化。这样它会逐渐后退，形成河湾、湖泊、海湾和浅滩。
750年前密西西比河的主流开始使用今天的入海河道。550年前这条河道开始伸入墨西哥湾。
约100年前，密西西比河越来越多地通过新奥尔良西北约95千米分支的阿查法拉亞河入海。1950年代里工程师发现这个新的入海口将很快成为主入海口，原来的入海口将被放弃。由于目前的入海河道拥有极大的经济意义，而迁移将花费巨资，因此美国国会命令美国工程兵团保持当时的70%/30%入海水量分配。为此美国工程兵团在旧入海河道上修建了大量设施，包括大坝、人工运河和控制潮水的闸门。
这些人为的措施对三角洲地区有极大的影响。首先它们减少了淡水和沉积物进入三角洲地区，降低了三角洲的建造过程。淡水进入的减少导致盐水入侵，使得本来保护三角洲湿地的淡水植物死亡。同时海平面的上升更加加剧了三角洲的风化和侵蚀。因此近年来三角洲的风化比建造的速度高。

### 在此地釀成重災的熱帶氣旋
- 2005年的卡特里娜風災
- 2012年的颶風桑迪

以上皆使三角洲受到相當程度的破壞。

## 相關
- 密西西比河
- 北美大平原
- 大平原
- 北美洲